# Johann Christian Zimmermann (Bergrat)
Johann Christian Zimmermann (* 25. April 1786 in Marburg; † 29. September 1853 in Clausthal) war deutscher Oberbergrat und von 1811 bis 1851 Geschäftsführer der Bergschule Clausthal sowie von 1850 bis 1853 stellvertretender Berghauptmann beim Berg- und Forstamt Clausthal.

## Leben
Zimmermann, Sohn des Marburger Weinhändlers Christian Zimmermann, begann 1802 sein Studium an der Philipps-Universität Marburg als „Architect“ und blieb dort bis 1804. Anschließend reiste er nach Freiberg, das als Zentrum des erzgebirgischen Bergbaus galt, und richtete dort seinen Wunsch an das Oberbergamt, neben dem Besuch der Vorlesungen Bergwerke befahren zu dürfen. Diesem Wunsch wurde fast vollständig entsprochen.
Im Mai 1807 promovierte Zimmermann an der Ruprecht-Karls-Universität Heidelberg und arbeitete fortan als Privatdozent. Er lernte Friedrich Creuzer kennen, der seit 1799 mit Sophie Leske (1758–1832), Witwe des verunglückten Nathanael Gottfried Leske, verheiratet war. Leske brachte zwei Kinder in die Ehe. Zimmermann lernte die Tochter Wilhelmine Eleonore Leske kennen und beantragte im selben Jahr eine Heiratserlaubnis.
1808 beantragte Zimmermann ein unbesoldetes Extraordinat in Heidelberg, was abgelehnt wurde. So wandte er sich 1809 wieder an die Universität Marburg und habilitierte an der philosophischen Fakultät für Mathematik, Physik und Baukunst. Im gleichen Jahr zog er mit seiner Ehefrau und seinem ebenfalls 1809 geborenen Sohn Gustav nach Clausthal und trat in die Bergverwaltung des Königreichs Westphalen ein.
Zimmermann erhielt den Posten des Vize-Bergschreibers und übernahm die Aufgaben des Eisenhüttenregistrators und Rechnungsrevision der Eisenhütten im hannoverschen Harz und am Solling. 1818 erhielt er den Dienstgrad eines Bergschreibers.
Parallel und nebenamtlich arbeitete Zimmermann in der 1811 umgegliederten Bergschule Clausthal als Geschäftsführer. Er unterrichtete Gebirgskunde und Mathematik für Rechnungseleven.
Im April 1827 wurde Zimmermann zum „Bergsecretär“ ernannt, im September 1839 erhielt er das Patent für seine Ernennung als Bergrat. 1844 setzte er sich entscheidend für den Erhalt der in eine personelle und finanzielle Krise geratenen Bergschule Clausthal ein.
Im November 1846 entband man Zimmermann von seinen Lehrverpflichtungen und übertrug diese an Friedrich Adolph Roemer bzw. Hermann Koch. Zimmermann wurde zur Planung eines neuen, tiefergelegenen Stollens zur Wasserlösung des Oberharzer Bergbaus benötigt; Koch wurde ihm dafür zur Seite gestellt.
Markscheider Eduard Borchers erhielt ab 1848 den Auftrag, die Vermessungsarbeiten zur Auffahrung des so genannten Ernst-August-Stollens durchzuführen. Borchers hatte zuvor aufgrund sehr guter Leistungen in der Bergschule eine Empfehlung Zimmermanns zur Ausbildung zum Markscheider beim Bergamt erhalten.
1851 legte das Bergamt Clausthal dem Finanzminister des Königreichs Hannover Zimmermanns Plan vor, dessen Realisierung man zustimmte.
Zimmermann wurde zuletzt am 8. Februar 1853 im Dienstgrad des Oberbergrates in den Ruhestand versetzt. Koch, der bislang Zimmermannsgehilfe war, übernahm die Leitung des Stollenbaus und wurde zum Bergrat befördert. Am 29. September 1853 verstarb Zimmermann als Witwer im Alter von 67 Jahren. Er hinterließ drei Söhne (Gustav, 1809–1875; Friedrich, gestorben 1881; Carl, 1813–1855) und eine Tochter (Auguste, 1812–1869).

## Werke
Zimmermann veröffentlichte unter anderem Darstellungen aus der Mineralogie, Mathematik, Physik und Bergwerkskunde (1808), das im ersten Teil auf den Lehren von Abraham Gottlob Werner aufbaut, dessen Vorlesungen Zimmermann ausgiebig besucht hatte. Der zweite Teil beschreibt den Bergbau im Erzgebirge.
In Wiederausrichtung verworfener Gänge, Lager und Flöze (1828) versuchte er auf mathematische Weise zu klären, wie sich Fortsetzungen von Erzgängen an tektonischen Gangstörungen finden ließen.
Die Franz von Meding gewidmete, zweibändige Harz-Monografie Das Harzgebirge in besonderer Beziehung auf Natur- und Gewerbskunde geschildert (1834) beschreibt den damaligen Zustand des Harzes in sehr detaillierter Weise.